# Caranx senegallus
Caranx senegallus es una especie de peces de la familia Carangidae en el orden de los Perciformes.

## Morfología
Los machos pueden llegar alcanzar los 100 cm de longitud total.

## Distribución geográfica
Se encuentra desde las  costas de Mauritania hasta las de Angola.